# Calf of Man
Calf of Man (en manés: yn Cholloo; a veces escrito Calf of Mann) es una isla de 250 hectáreas  en la costa suroeste de la Dependencia de la Corona Británica llamada Isla de Man. Está separada de la Isla de Man por una estrecha franja de agua llamado Calf Sound. Al igual que los islotes rocosos cercanos, como Chicken Rock y Kitterland, es parte de la parroquia de Rushen. Dispone de dos habitantes temporales. La palabra 'Calf' se deriva del término nórdico antiguo kalfr que significa una pequeña isla cerca de una más grande.